# Могилище
Могилище е село в Североизточна България. Община Каварна, област Добрич.

## География
Могилище се намира на 6 километра северно от Каварна.

## История
Старото име на селото е Юзгюбеник.
Преведено с помоща на тюркските езици би означавало 
главно средище (географско или духовно) :
"юз"- главен , 
"гюбеник"- сърцевина,среда,център.

## Население
Преброяване на населението през 2011 г.
Численост и дял на етническите групи според преброяването на населението през 2011 г.:
|                     | Численост | Дял (в %) |
| Общо                | 98        | 100,00    |
| Българи             | 66        | 67,34     |
| Турци               | 4         | 4,08      |
| Цигани              | 14        | 14,28     |
| Други               | 0         | 0,00      |
| Не се самоопределят | 0         | 0,00      |
| Неотговорили        | 14        | 14,28     |

## Религии
Населението е гагаузи и преселци от Северна Добруджа.